# Severin Worm-Petersen
Severin Worm-Petersen (2. června 1857 – 30. prosince 1933) byl norský fotograf. Byl velmi všestranný a stal se jedním z předních fotografů své doby.

## Životopis
Fotografovat se naučil jako mladý učeň u dánského fotografa Johannese Pettera Lindegaarda, který měl ateliér v Christianii. Worm-Petersenovi bylo pouhých 15 let, když začal s učením a získal dobré a důkladné vzdělání. Včetně školení v daguerrotypii, v metodě, která o několik let později zastarala.
V roce 1877 otevřel Worm-Petersen vlastní fotoateliér se specializací na portrétní fotografie. Kromě toho fotografoval také jiná témata, z velké části působil jako novinářský fotograf.
V roce 1880 fotografoval odhalení sochy Kristiána IV. Dánského na Stortorvet v Christianii, v roce 1881 odhalení sochy spisovatele Henrika Wergelanda v parku Studenterlunden. Když se v roce 1896 polárník Fridtjof Nansen vrátil do Norska z expedice Fram, dokumentoval Worm-Petersen recepci v Christianii. Dokumentoval události v souvislosti s rozpadem unie, a to jak královu inauguraci, tak i události dní, které následovaly. Byl přítomen a fotografoval během přísahy norského krále Haakona VII. v parlamentu 27. listopadu.
Worm-Petersen byl u vzniku asociace Norges Fotografforbund (Norská asociace fotografů), která byla založena 6. prosince 1894. Na výroční valné hromadě o dva roky později byl zvolen jejím předsedou a tuto pozici zastával 10 let.

## Galerie

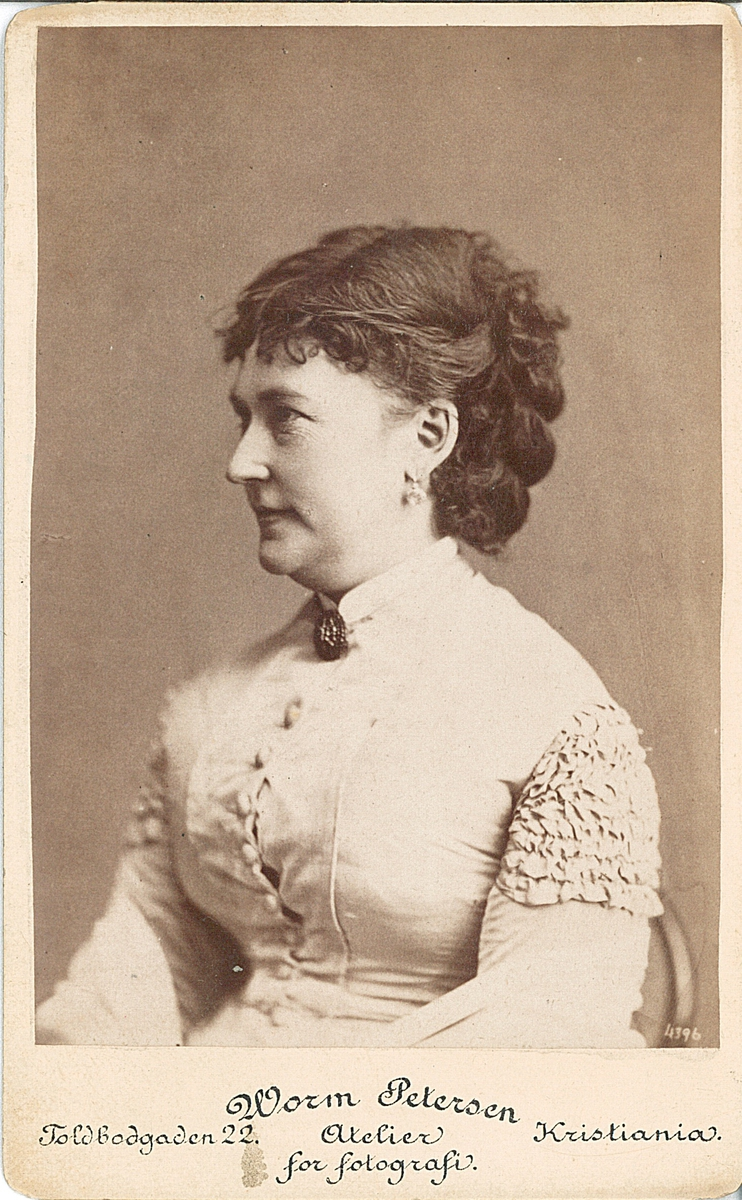
Herečka Laura Gundersen, asi 1880–1885, sbírka Oslo Bymuseum
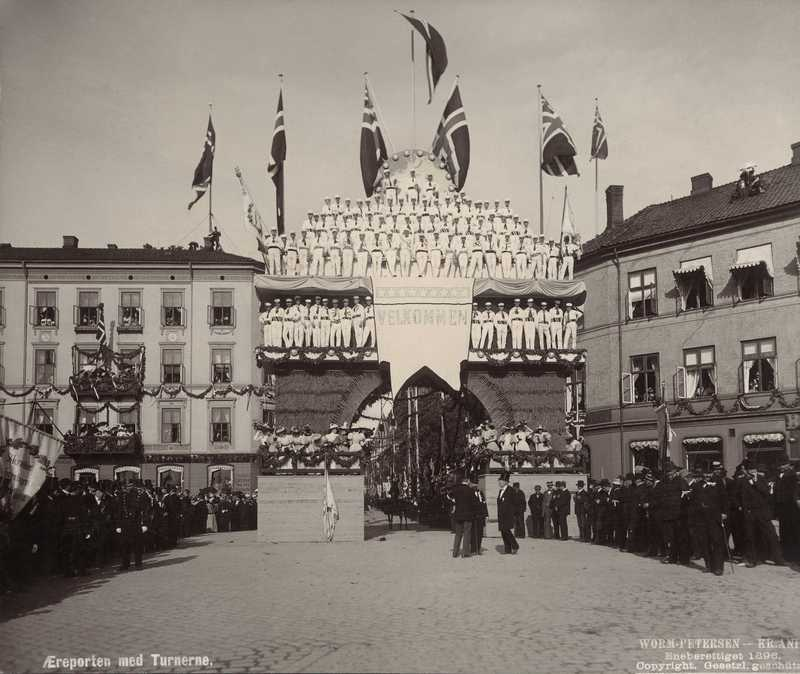
Recepce po návratu polárníka Fridtjofa Nansena do Norska po expedici Fram, 1896
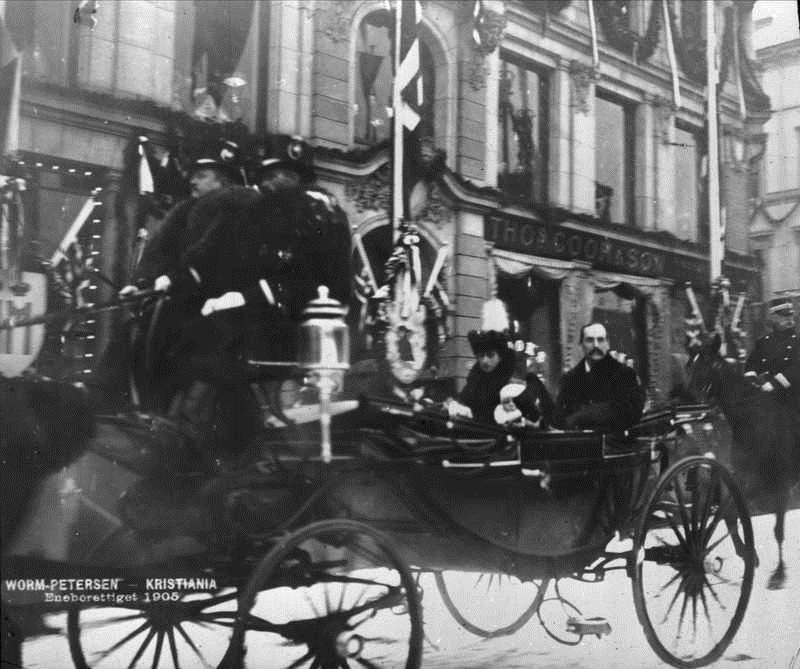
Kongeinntoget v roce 1905, v kočáru sedí král Haakon a královna Maud s korunním princem Olafem
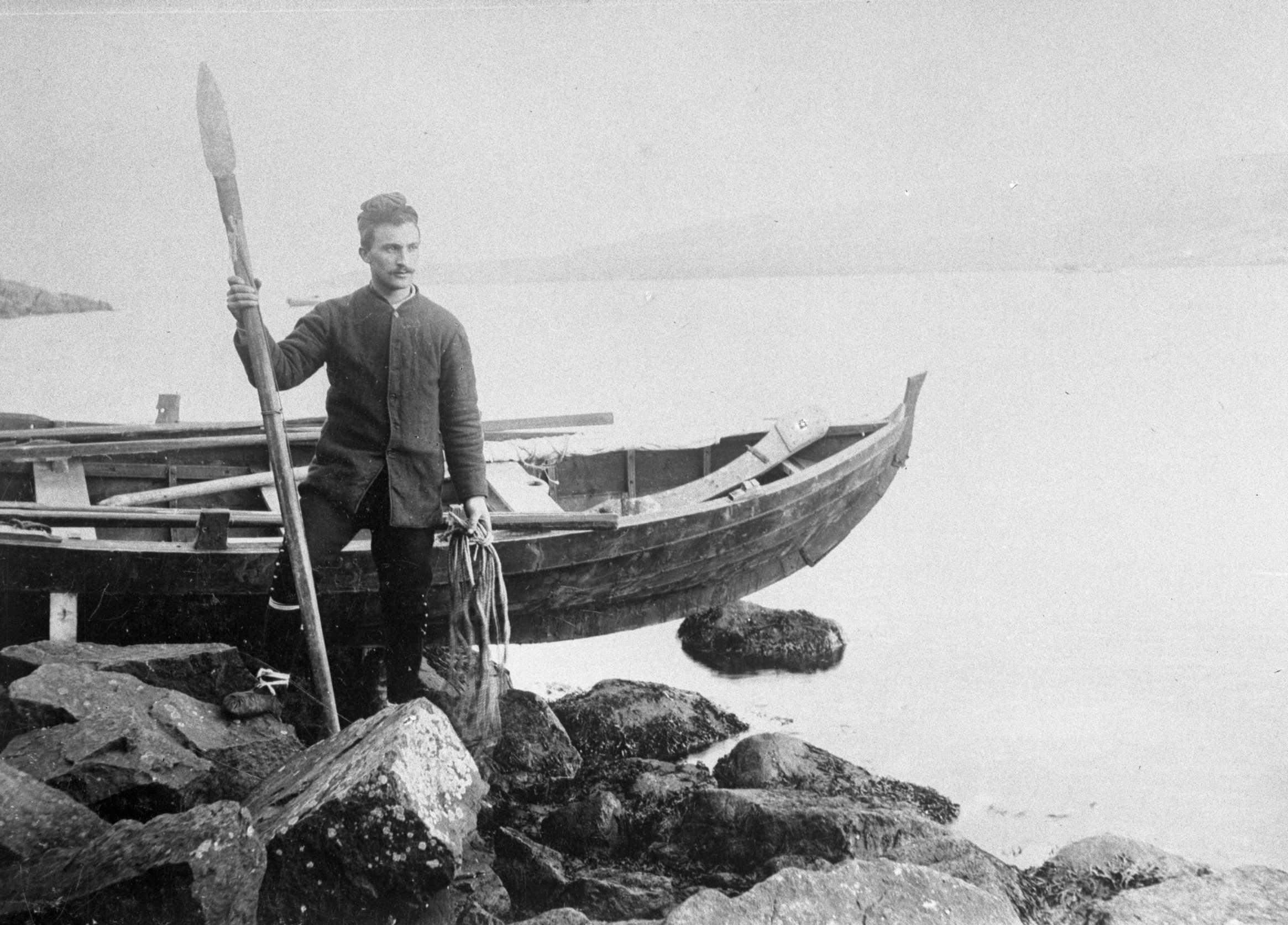
Fisker på Færøyene
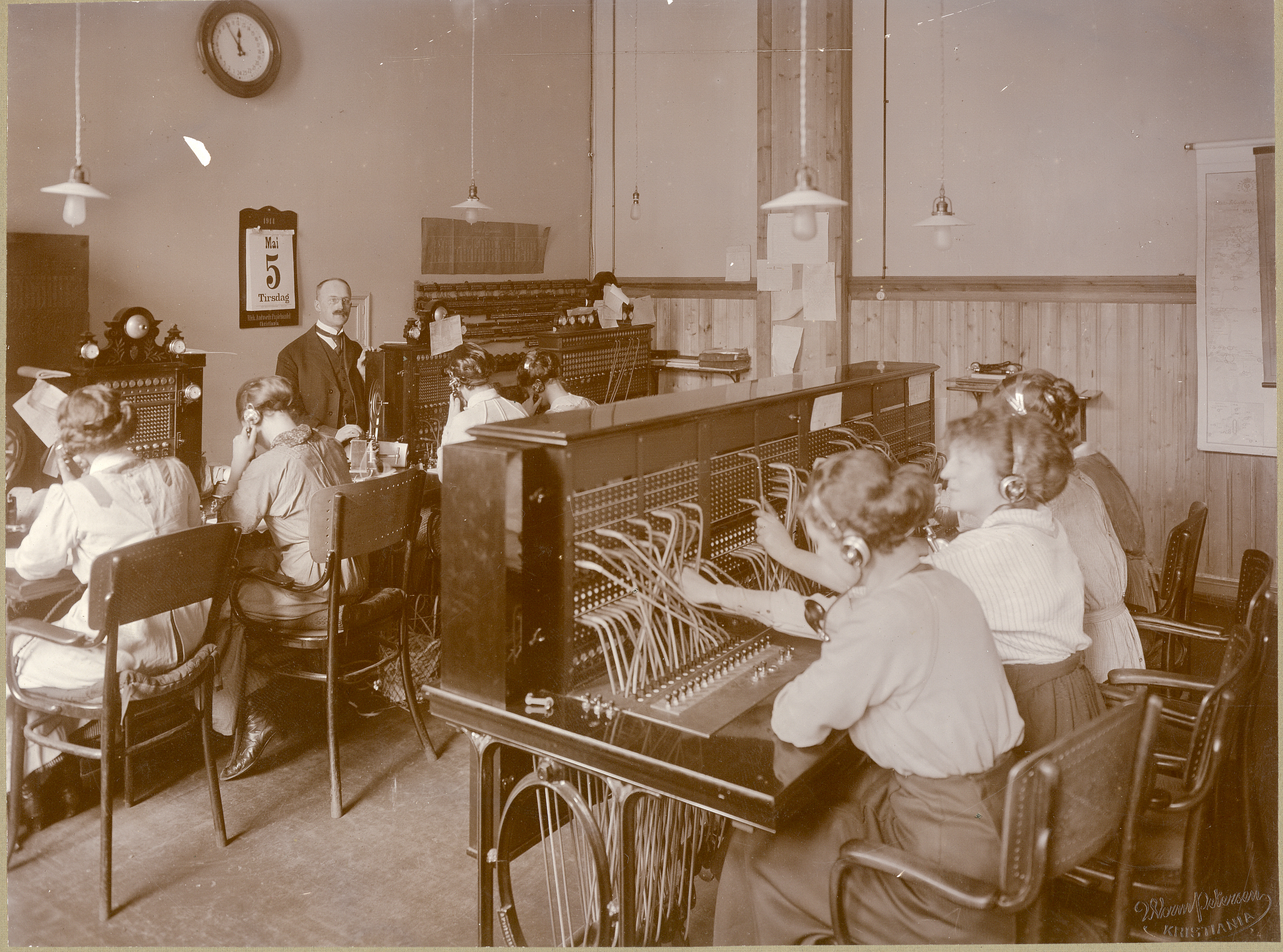
Rikstelefoner
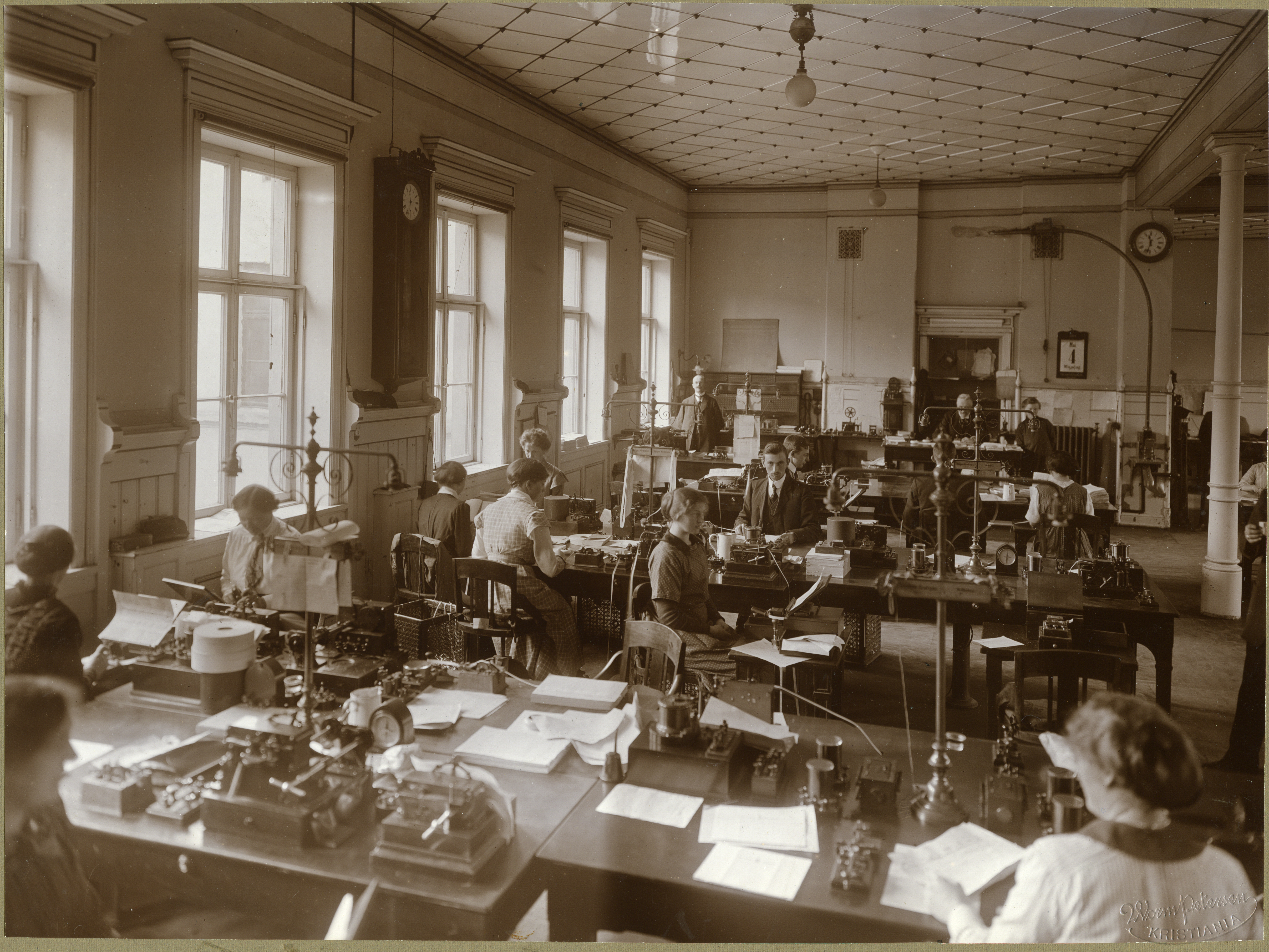
Telegrafní sál, 1911
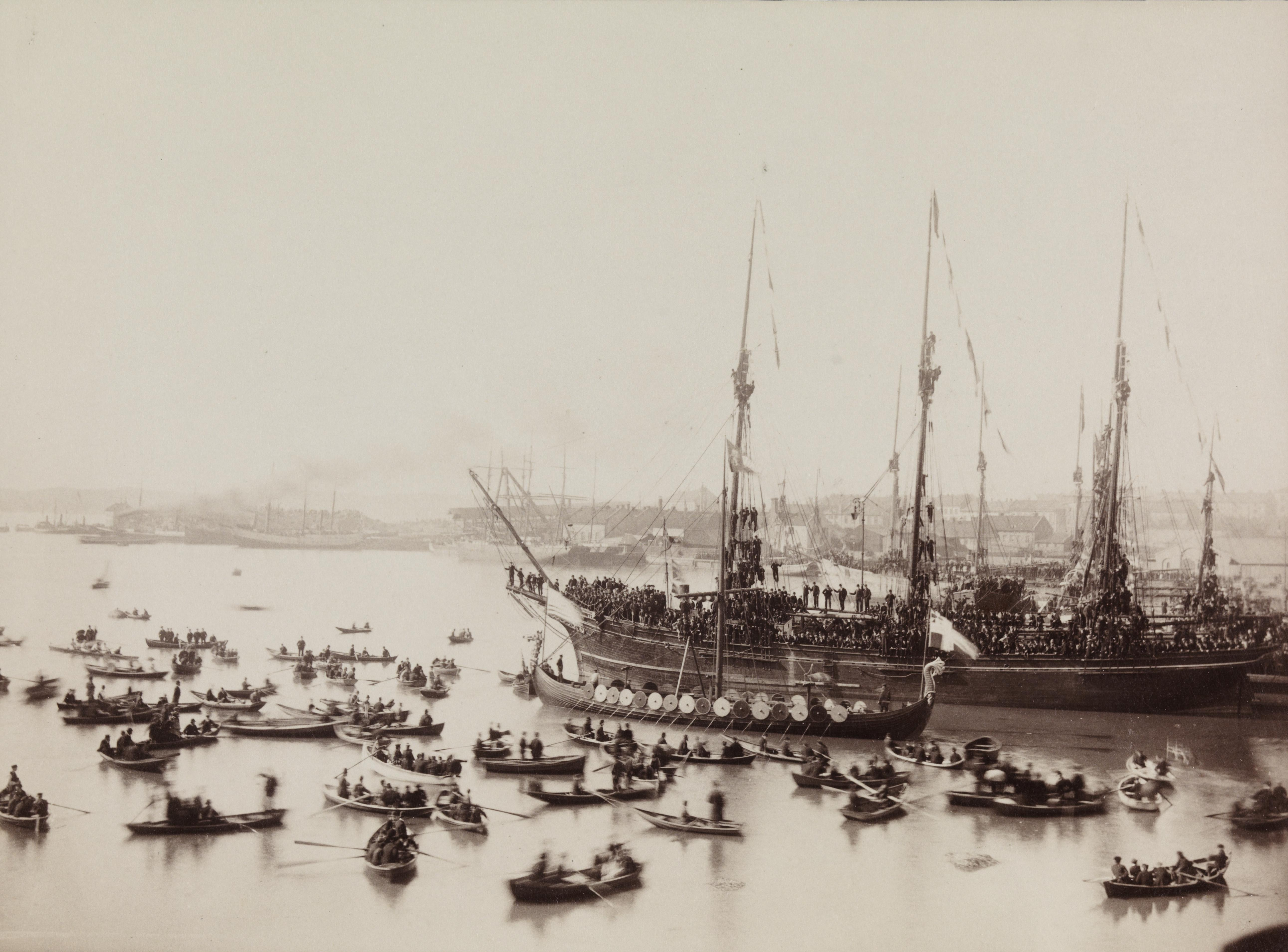
Příjezd Vikingů, 1893
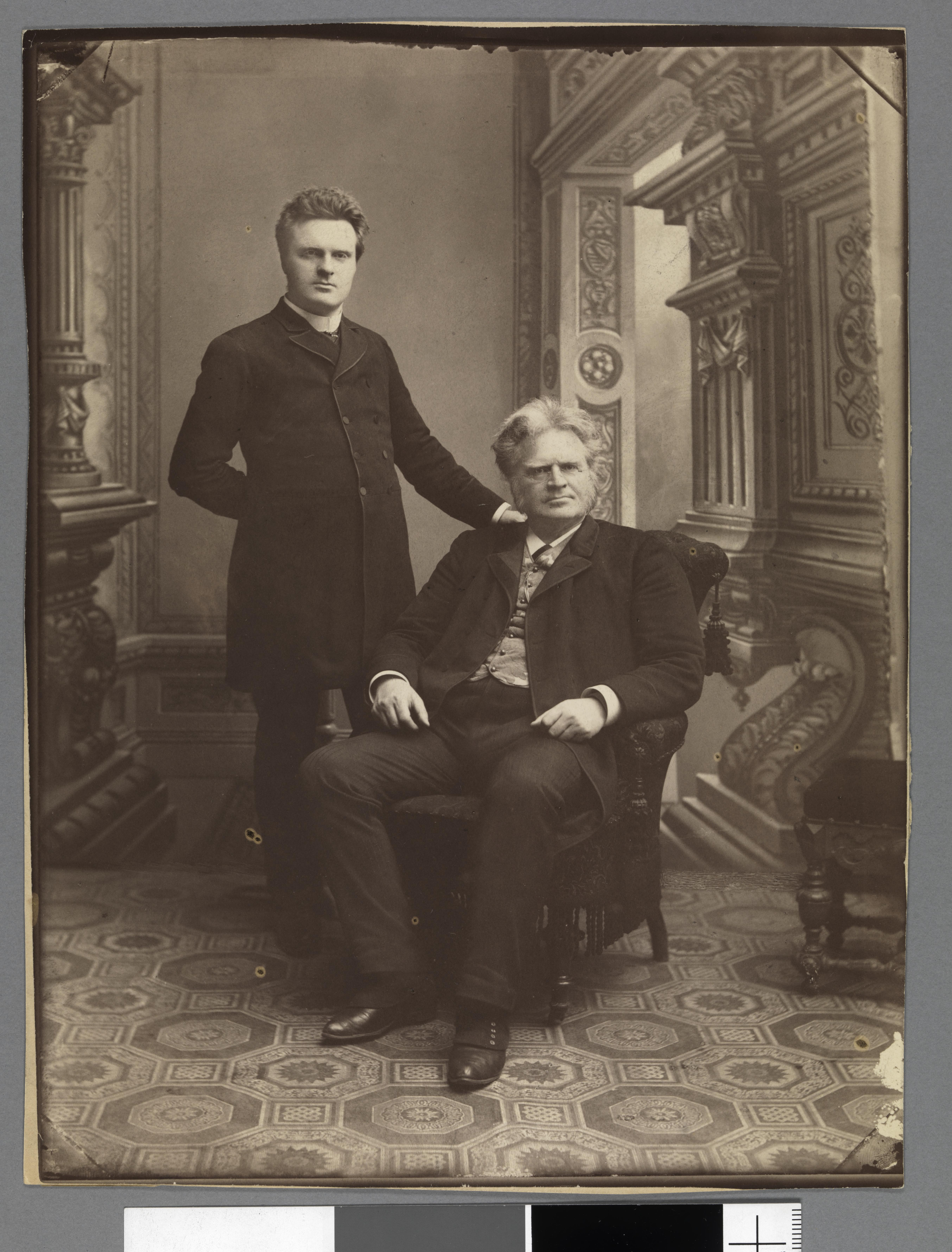
Bjørn a Bjørnstjerne Bjørnson, asi 1891–1892
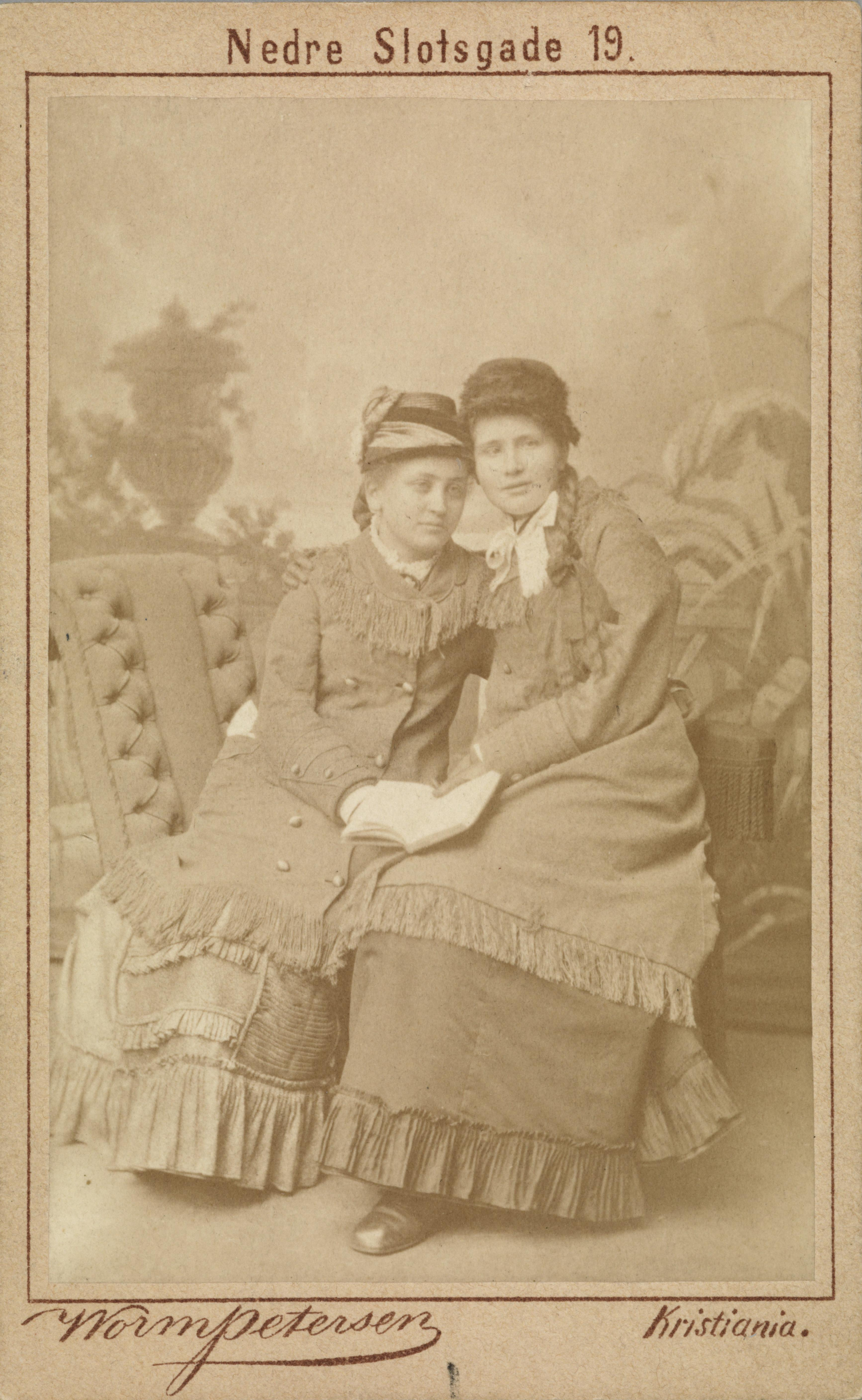
Hulda Garborg a Tora Svendby, 1878
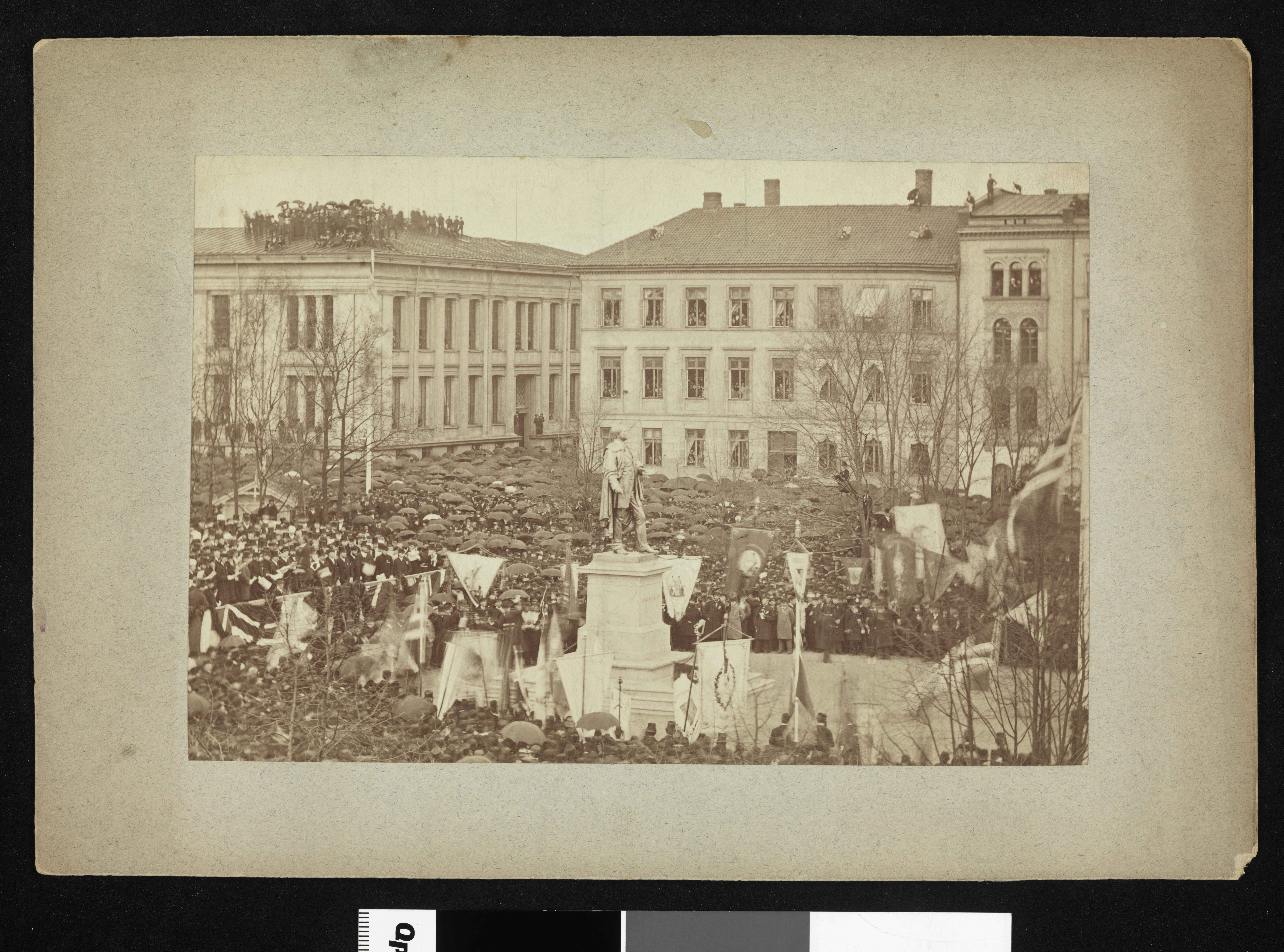
Odhalení sochy Henrika Wergelanda, 17 května 1881
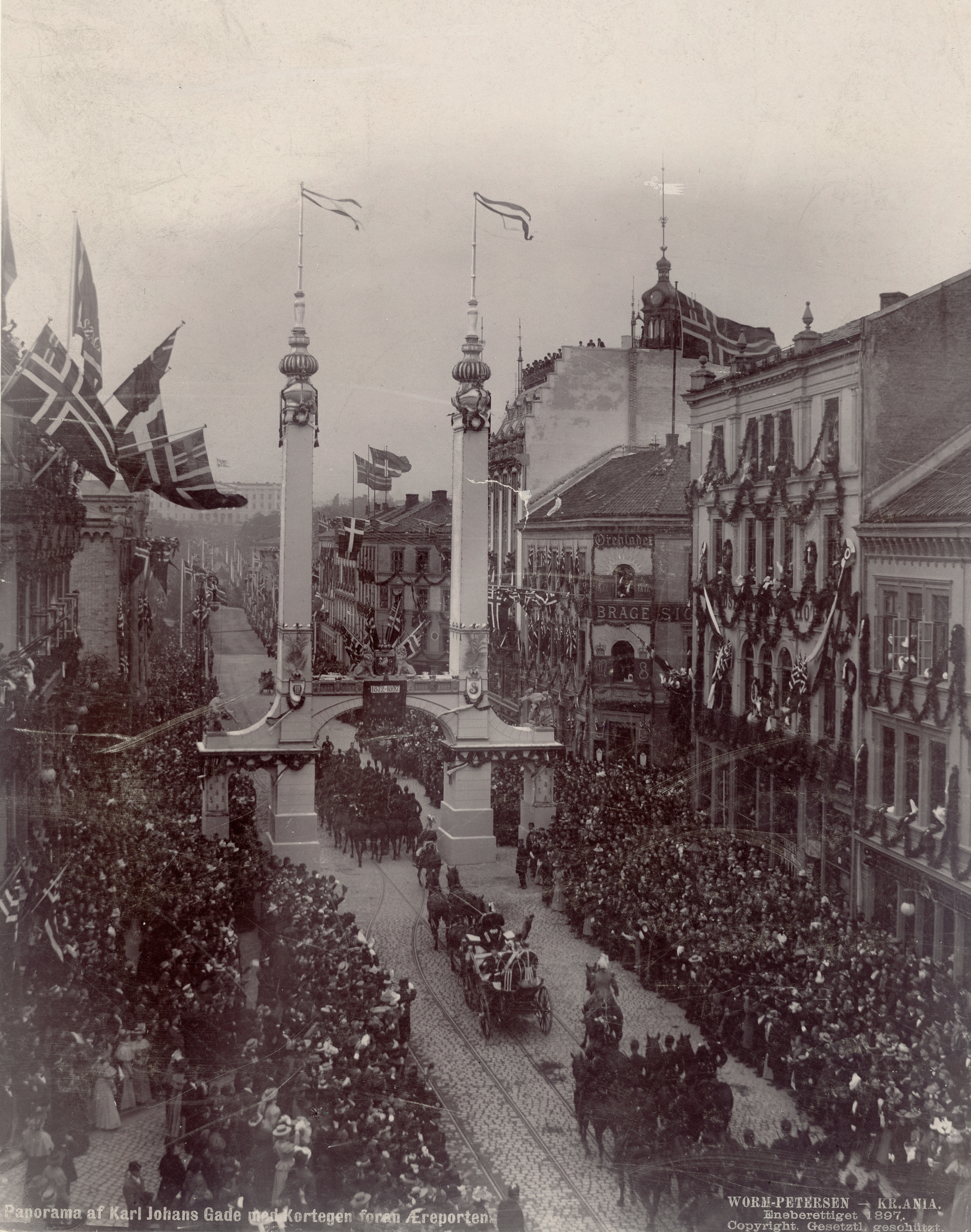
Karl Johans, slavobrána
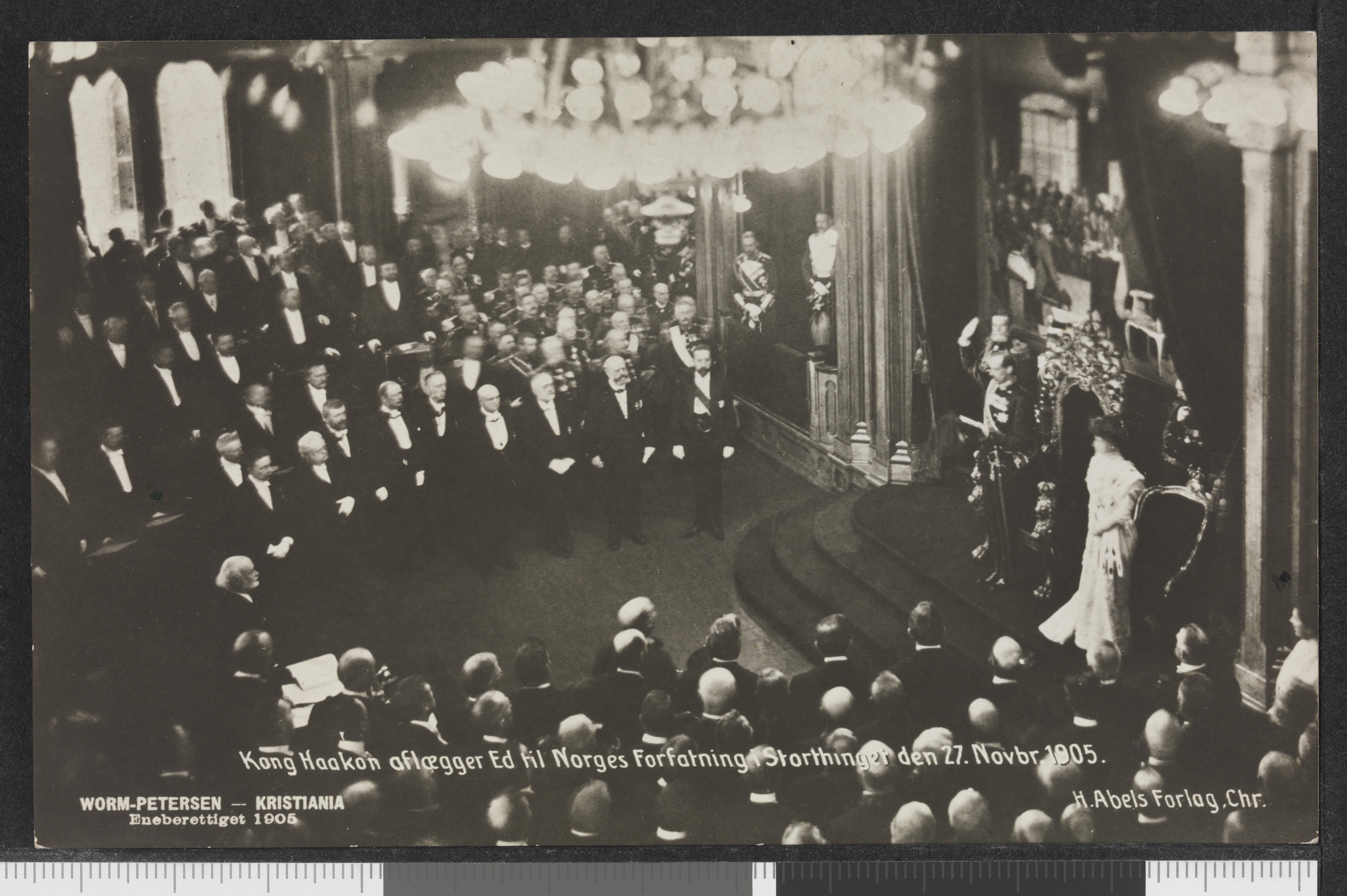
Král Haakon skládá přísahu nad norskou ustavou, 27. listopadu 1905
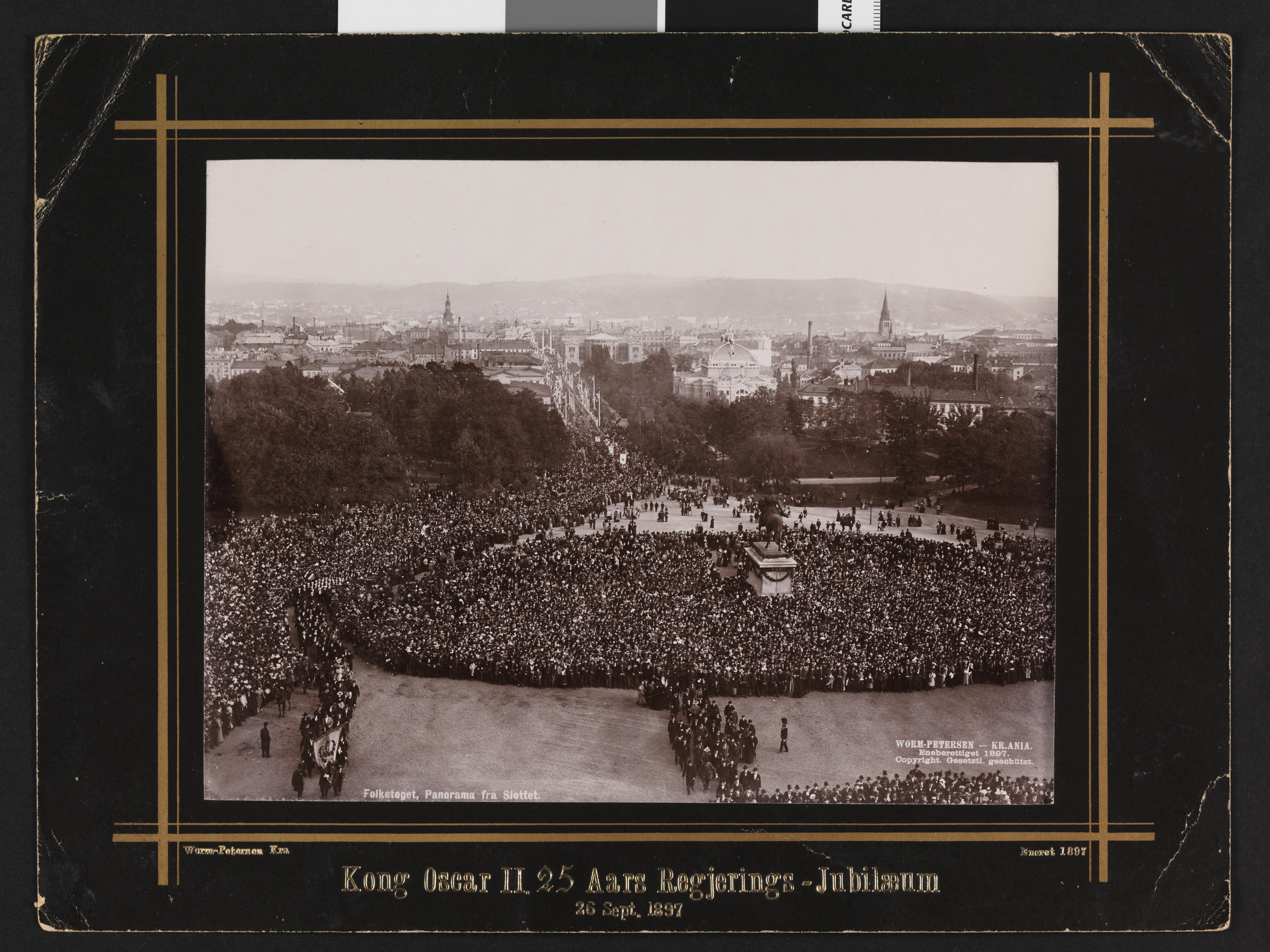
Folketoget, panorama z hradu
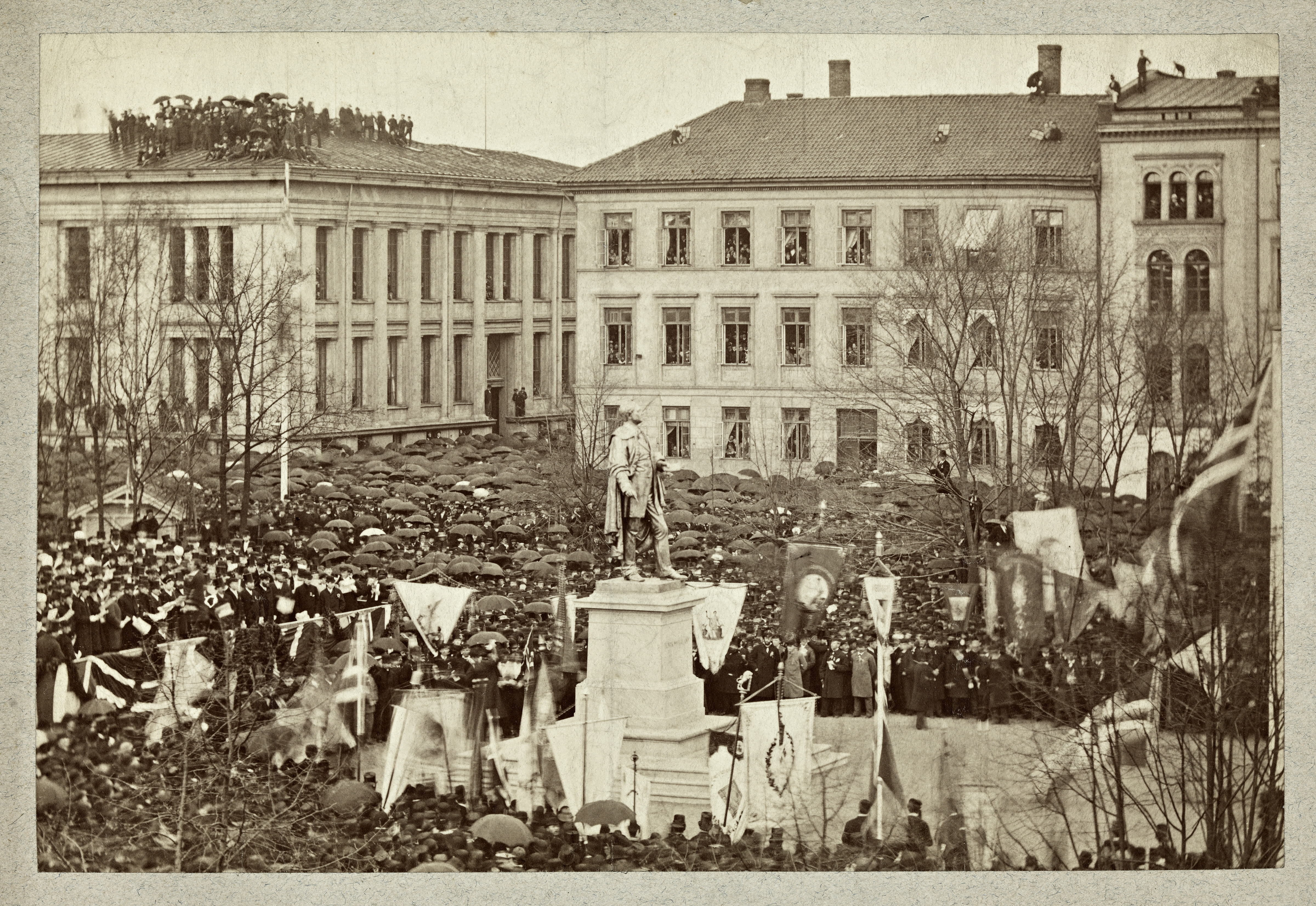
Odhalení pomníku Henrika Wergelanda na náměstí Eidsvolls, Christiania, 17. května 1881